# Xenothrix mcgregori
Khỉ Jamaica (Danh pháp khoa học: Xenothrix mcgregori) là một loài khỉ đã tuyệt chủng của nhóm khỉ Tân Thế giới được phát hiện ở hang Long Mile tại Jamaica do công của ông Harold Anthony vào năm 1919. Anthony là người chịu trách nhiệm về nhiều mô tả loài của vùng Caribbea trong giai đoạn này và các ghi chép của ông ghi nhận sự khám phá loài vật khỉ này. Mô tả loài cuối cùng đã không được hoàn thành cho đến năm 1952 khi hai sinh viên tốt nghiệp, Ernest Williams và Karl Koopman, tìm thấy mảnh xương đùi và xương hàm uốn trong một ngăn kéo tại Bảo tàng Lịch sử Tự nhiên Hoa Kỳ. Họ vẫn thận trọng khi đưa loài linh trưởng này phân loại như nó đã chia sẻ các đặc điểm với một số loài đã có.

## Phân tích
Chúng có một khuôn mặt nhỏ như một cái mặt nạ nhỏ có công thức nha khoa gồm 2 răng cửa, 1 răng nanh, 3 răng tiền hàm hàm và 2 răng hàm răng là một sự thay đổi so với phần lớn các con khỉ lông nâu còn sống, ngoại trừ các loài thuộc nhóm Callitrichini. Nó lớn hơn đáng kể so với các hóa thạch Callitrichini sống, và công việc của Rosenberger đã phần lớn loại bỏ khả năng những phân loại (taxon) này có cùng mối quan hệ phát sinh loài.
Rosenberger đã gợi ý rằng sự vắng mặt của phân tử thứ ba trong Xenothrix không tương đồng với trạng thái cá thể này trong tông Callitrichines. Ông dựa vào đánh giá của mình về chiều dài của các răng hàm tương đối và việc lưu giữ hypocones trên M1-2, đã được giảm đáng kể trong những con khỉ Marmosets và Tamarins. Ông tiếp tục gợi ý rằng Xenothrix chia sẻ mối quan hệ phát sinh chặt chẽ với Callicebus hoặc Aotus. Kết luận của ông là dự kiến do tính chất phân mảnh của vật liệu.
Các tình tiết khác vẫn còn được phát hiện bởi Anthony vào những năm 1920 cuối cùng đã được mô tả bởi MacPhee và Fleagle. MacPhee và Fleagle cho biết rằng hậu duệ của linh trưởng ít giống với các hình thái hiện đại, nhưng họ hiểu rằng xương đùi là dấu hiệu của sự leo dốc chậm. Thật thú vị, xương đùi cũng chia sẻ một số điểm tương đồng với Potos flavus, và khỉ Kinkajou. Họ tạm thời chấp nhận họ Xenotrichidae của Hershkovitz cho đến khi các phân tích tiếp theo có thể giải thích đầy đủ các mối quan hệ của Xenothrix.

## Khám phá
Vào những năm 1990, một số cuộc thám hiểm đến các hang động Jamaica đã thu được các chất liệu bổ sung và hậu lâm sàng cho Xenothrix, bao gồm mặt dưới một phần có chứa vòm miệng trái và phải P4-M2, hầu hết hàm trên và các bộ phận của xương sống. Khám phá này khẳng định rằng công thức nha khoa của taxon này là 2.1.3.2. Với khuôn mặt mới, Horovitz và MacPhee đã có thể tiếp tục phát triển giả thuyết, lần đầu tiên được đề xuất bởi MacPhee và cộng sự, rằng tất cả các con khỉ Antillean (những con khác là hai loài khỉ Cuba của Paralouatta và Antillothrix bernensis của Hispaniola) thuộc về một nhóm Monophyletic kết nối chặt chẽ với Callicebus hiện đại.
Rosenberger đã phản đối giả thuyết này và đã gợi ý rằng Xenothrix là con khỉ con của Jamaica, do đó thay đổi quan điểm trước đó của ông. Ông dựa trên những kết luận của ông về quỹ đạo khá lớn như suy ra từ vầng quỹ đạo được bảo quản, vết nứt khoang nhỏ hơn, và I1 alveolus lớn so với I2 alveolus. Những đặc điểm này được chia sẻ với Aotus.
MacPhee và Horovitz đã thử nghiệm phương pháp luận thay thế này bằng cách so sánh giải phẫu học mở rộng và bằng cách mở rộng phân tích parsimony bằng PAUP * Họ cho rằng monophyly của con khỉ Antillean vẫn được hỗ trợ trong những cây có sự cân bằng nhất, nhưng trong những cây ít cân bằng, Aotus dường như được liên kết với Xenothrix. MacPhee và Horovitz xếp khỉ Antillean trong tông Xenotrichini - nhóm chị em của tông Callicebini.